# The Josephine Baker Story
The Josephine Baker Story est un téléfilm américain diffusé pour la première fois le 16 mars 1991 sur HBO. Il met en vedette Lynn Whitfield dans le rôle de Josephine Baker, une star internationale afro-américaine, qui a particulièrement réussi en Europe. Le film a été généralement bien accueilli par la critique et est devenu un succès en tant que film amateur et en DVD. La musique originale a été composée par Georges Delerue. 
Le film a été nommé pour plusieurs prix et a remporté 5 Emmy Awards pour la direction artistique, la conception des costumes, la coiffure, la réalisation par Brian Gibson et pour le jeu d'acteur par Lynn Whitfield.

## Synopsis
Née dans une famille pauvre à Saint-Louis dans le Missouri, Joséphine Baker peine à se faire un nom sur le circuit du Vaudeville. Au fur et à mesure de la progression de sa carrière, son ressentiment envers les préjugés raciaux s'accentue également, la motivant à déménager à Paris, où en peu de temps, ses chorégraphies de danse exotiques font d'elle la star de la ville. Influencée par son manager, Joséphine Baker décide de retenter sa chance en Amérique. Cette tentative échoue, mais Joséphine persévère, se révélant aussi bien humanitaire qu'artiste.

## Distribution
- Lynn Whitfield dans le rôle de Joséphine Baker
  - Mayah McCoy dans le rôle de Joséphine Baker âgée de 8 ans
  - Ainsley Curry dans le rôle de Joséphine Baker âgée de 13 ans
- Rubén Blades dans le rôle de Comte Giuseppe Pepito Abatino
- David Dukes dans le rôle de Jo Bouillon
- Louis Gossett Jr. dans le rôle de Sidney Williams
- Craig T.Nelson dans le rôle de Walter Winchell
- Kene Holliday dans le rôle de Sidney Bechet
- Vivian Bonnell dans le rôle de la mère de Joséphine
- Vivienne Eytle dans le rôle de la sœur de Joséphine

## Production
Lynn Whitfield était ravie d'avoir été choisie pour jouer Joséphine Baker, mais la scène qui l'obligeait à dénuder ses seins pour interpréter la célèbre Banana Dance de Baker la préoccupait. « J'étais nerveuse à propos de ce que ma grand-mère penserait », a-t-elle dit, mais elle s'est finalement faite à l'idée : « C'est à quoi vous pensez qu'Eve ressemblerait. »

## Distinctions
Aux Golden Globe Awards, le film a été nommé dans la catégorie de « Meilleure série limitée, série d'anthologie ou film télévisé ». Lynn Whitfield a été nommé dans la catégorie « Meilleure actrice - série limitée, série d'anthologie ou film télévisé », et Louis Gossett Jr. a remporté la catégorie de « Meilleur acteur dans un second rôle - Télévision »